# Wilhelm Brachmann
Wilhelm Brachmann (* 19. Juli 1900 in Brieg; † 30. Dezember 1989 in München) war ein deutscher, nationalsozialistischer Pfarrer, Theologe und Religionswissenschaftler.

## Leben
Brachmann wurde 1900 im schlesischen Brieg als Sohn eines Gymnasialprofessors geboren. Im Ersten Weltkrieg diente er 1918 bei der Nachrichtentruppe des Deutschen Heeres.
Nach dem Krieg studierte er Theologie und legte 1923 das erste, 1925 das zweite theologische Examen ab. Brachmann arbeitete von 1926 an als Pfarrer in Hertwigswaldau, bis er 1929 Missionsinspektor bei der Deutschen Ostasienmission wurde. 1933 wechselte er zum Predigerseminar Ostpreußen, wo er als Studiendirektor arbeitete.
Brachmann trat nach der Machtübernahme durch die Nationalsozialisten zum 1. Mai 1933 der NSDAP bei (Mitgliedsnummer 2.579.738), wurde 1936 vom altpreußischen Evangelischen Oberkirchenrat aus „Glaubensgründen“ abberufen, worauf er Lektor bei der „Reichsstelle zur Förderung des deutschen Schrifttums“ wurde, die der Reichsschrifttumskammer angegliedert war.
Im darauffolgenden Jahr wurde er Mitarbeiter im Amt Rosenberg. Brachmann erhielt den Auftrag für die Hohe Schule der NSDAP ein neues „Institut für Religionswissenschaft“ aufzubauen, das er ab 1937 leitete.
Nach Beginn des Zweiten Weltkrieges wurde Brachmann 1940 mit einer Dissertation über die Weltanschauung von Ernst Troeltsch promoviert. Seit 1942 vertrat er an der Martin-Luther-Universität Halle-Wittenberg den Lehrstuhl für Religionswissenschaft. Anfang 1943 erfolgte die Ernennung Brachmanns zum ordentlichen Professor. Des Weiteren wurde er Herausgeber der völkischen Zeitschrift Volk im Werden, die Mitte 1943 in Zeitschrift für Geistes- und Glaubensgeschichte umbenannt wurde. Brachmann trat auch als Verfasser von Artikeln für die Nationalsozialistischen Monatshefte in Erscheinung.
Zusammen mit Otto Huth, der an der Reichsuniversität Straßburg lehrte und nach dem Krieg Professor in Tübingen war, steht Brachmann hauptsächlich für die neue antikirchliche Ausrichtung der Religionswissenschaft.
Nach dem Krieg wurde Brachmann als Professor entlassen und interniert. Er wurde im Rahmen der Entnazifizierung als Mitläufer eingestuft und konnte nicht wieder im Universitätsdienst arbeiten.
Später lebte er als Professor z.Wv. in Oberheimbach und danach in Adolzfurt. Brachmann starb Ende Dezember 1989 in München.

## Publikationen

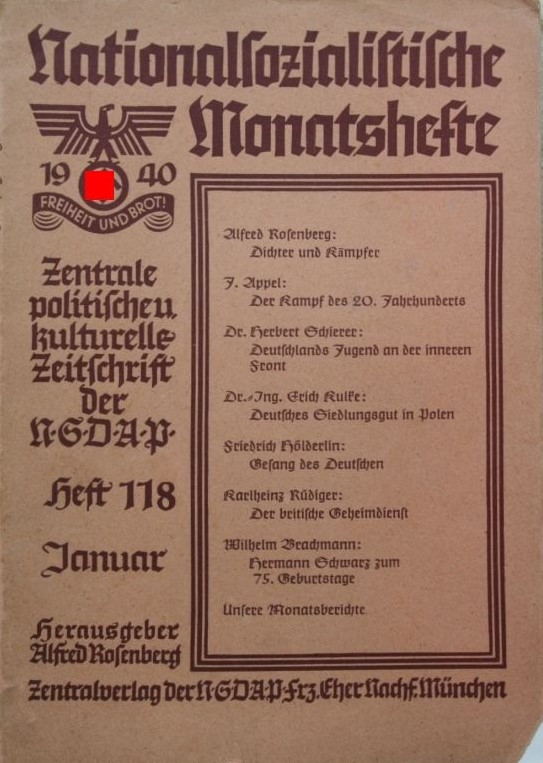
Hermann Schwarz (75)

- Der Weltprotestantismus in der Entscheidung, Junker und Dünnhaupt Verlag, Berlin, 1937.
- Alfred Rosenberg und seine Gegner, Hoheneichen-Verlag, München, 1938.
- Das auserwählte Volk – Das fromme England, Franz-Eher-Verlag, Berlin, 1940.
- Ernst Troeltschs historische Weltanschauung, Max Niemeyer Verlag, Halle, 1940.
- Glaube und Geschichte, Moritz Diesterweg Verlag, 1942
- Humanismus, Christentum, Deutschtum. Studien zur deutschen Geistes- und Glaubensgeschichte, 1944 (das tatsächliche Erscheinen ist aufgrund der Kriegsumstände unsicher)